# Liste der Orte in der Gemeinde Lautém

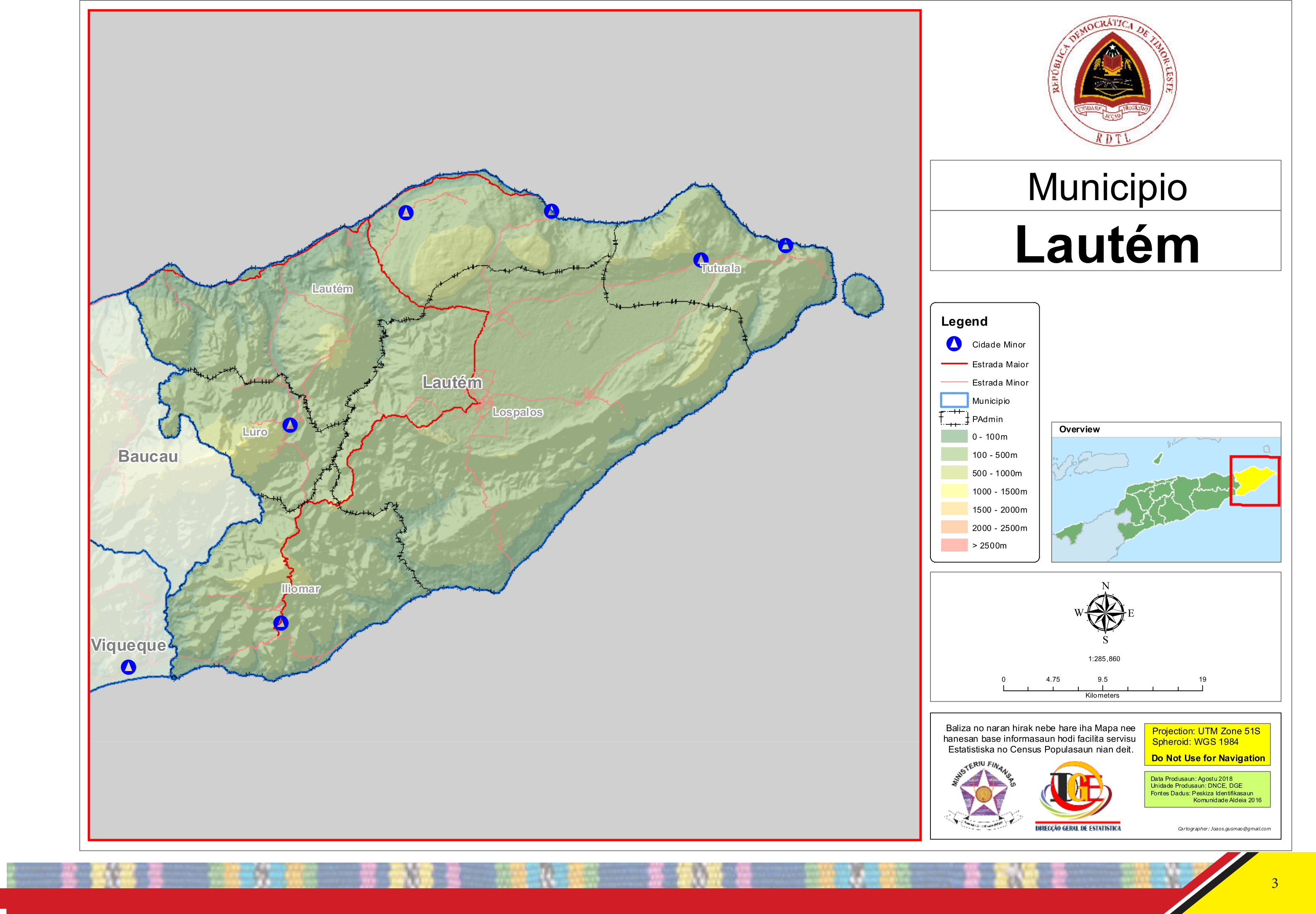
Die Gemeinde Lautém in Osttimor

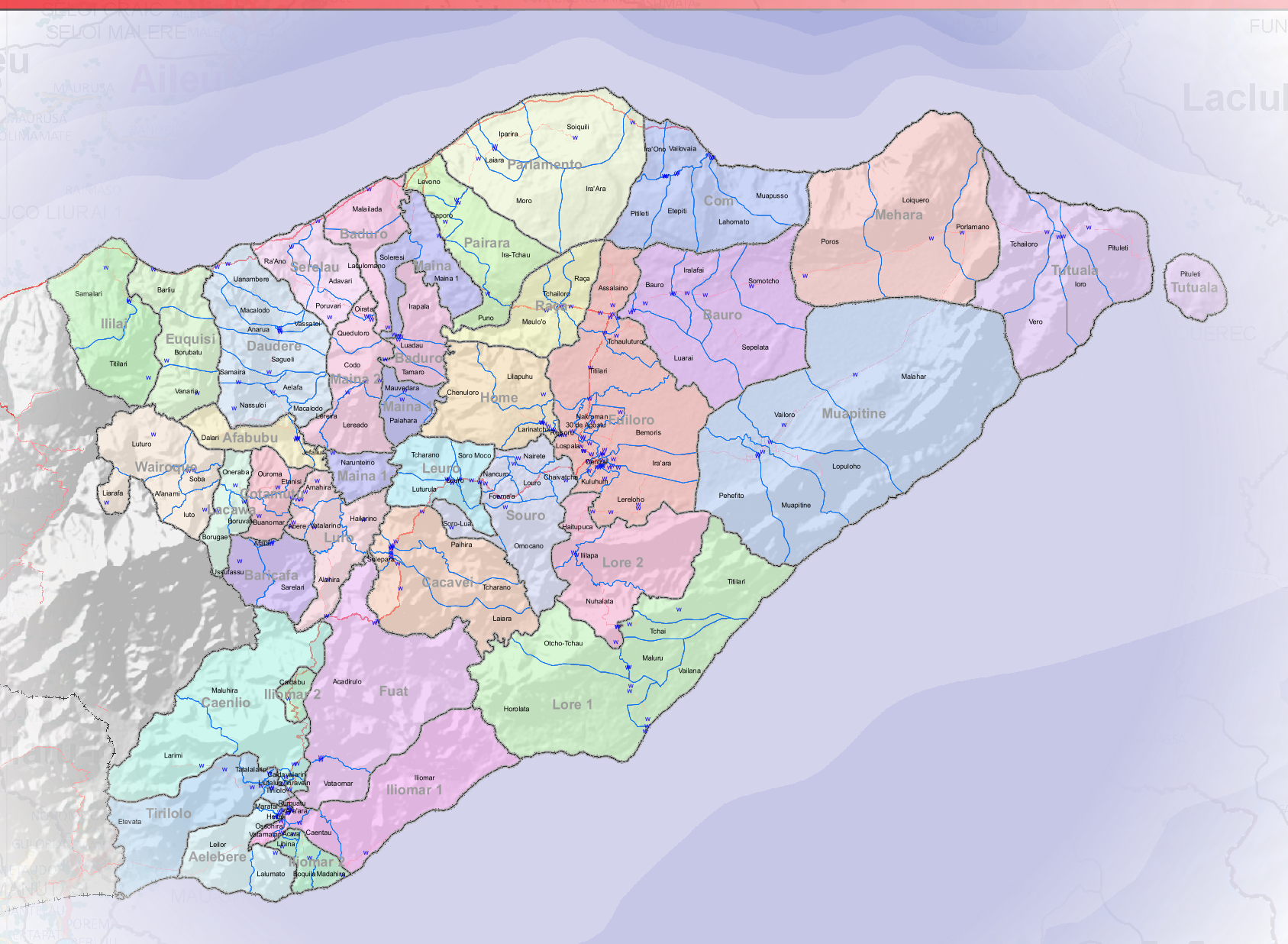
Verwaltungsgrenzen seit 2017

Die Liste der Orte in der Gemeinde Lautém gibt an, welche Ortschaften in jedem Suco der osttimoresischen Gemeinde Lautém liegen und welche geographische Koordinaten und Meereshöhe sie haben.

## Landkarten der früheren administrativen Grenzen

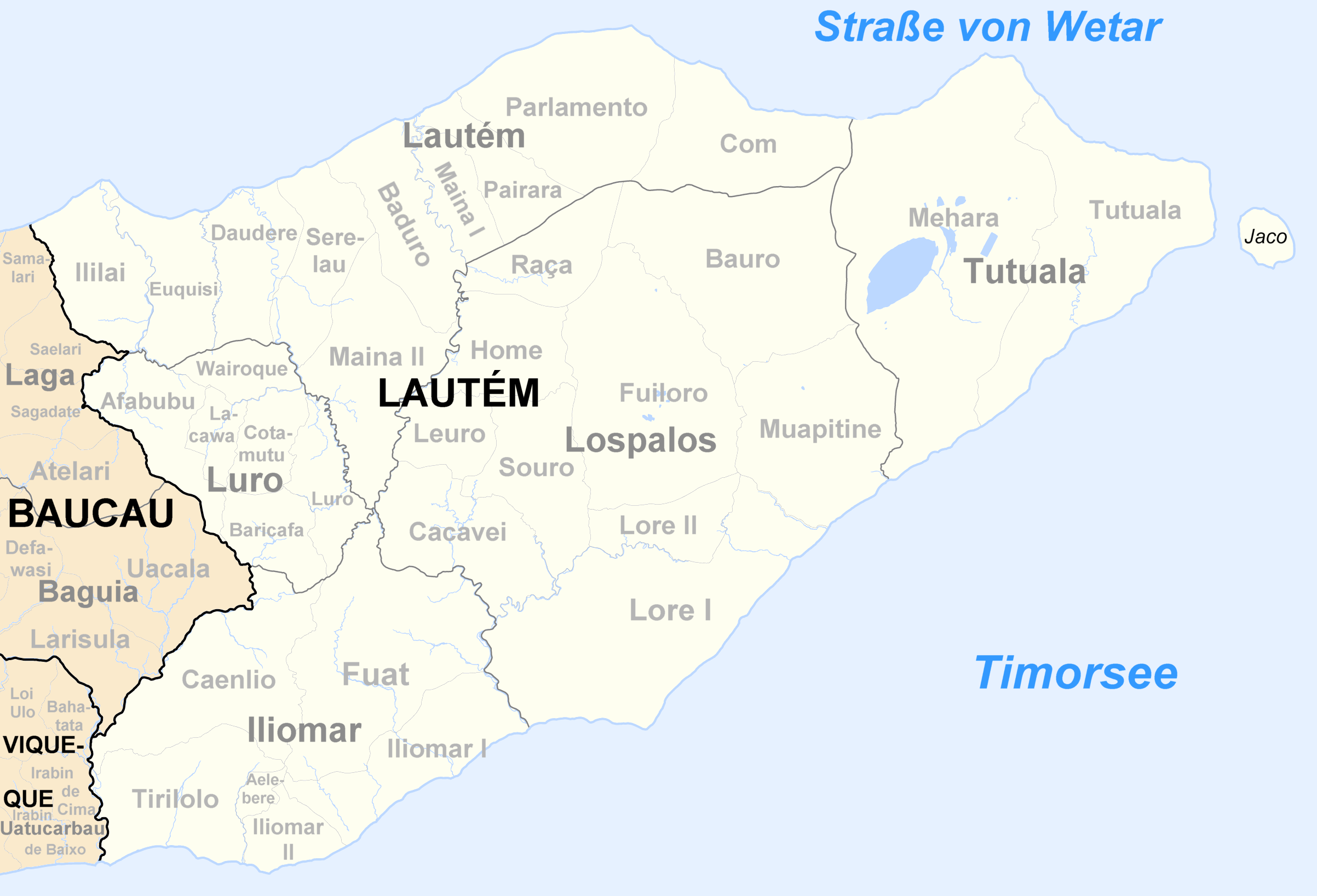
Verwaltungsgrenzen bis 2015
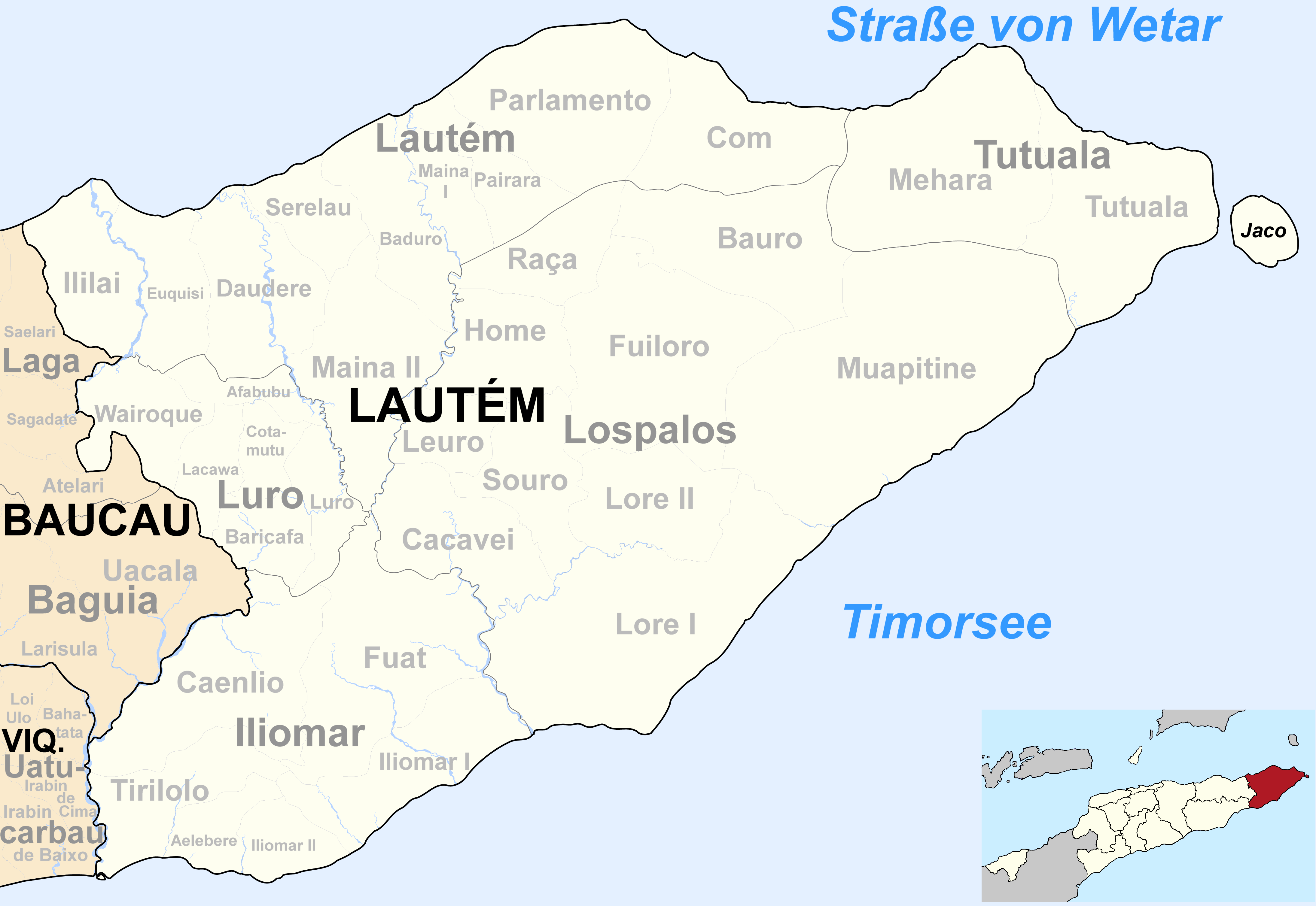
Verwaltungsgrenzen 2015 bis 2017
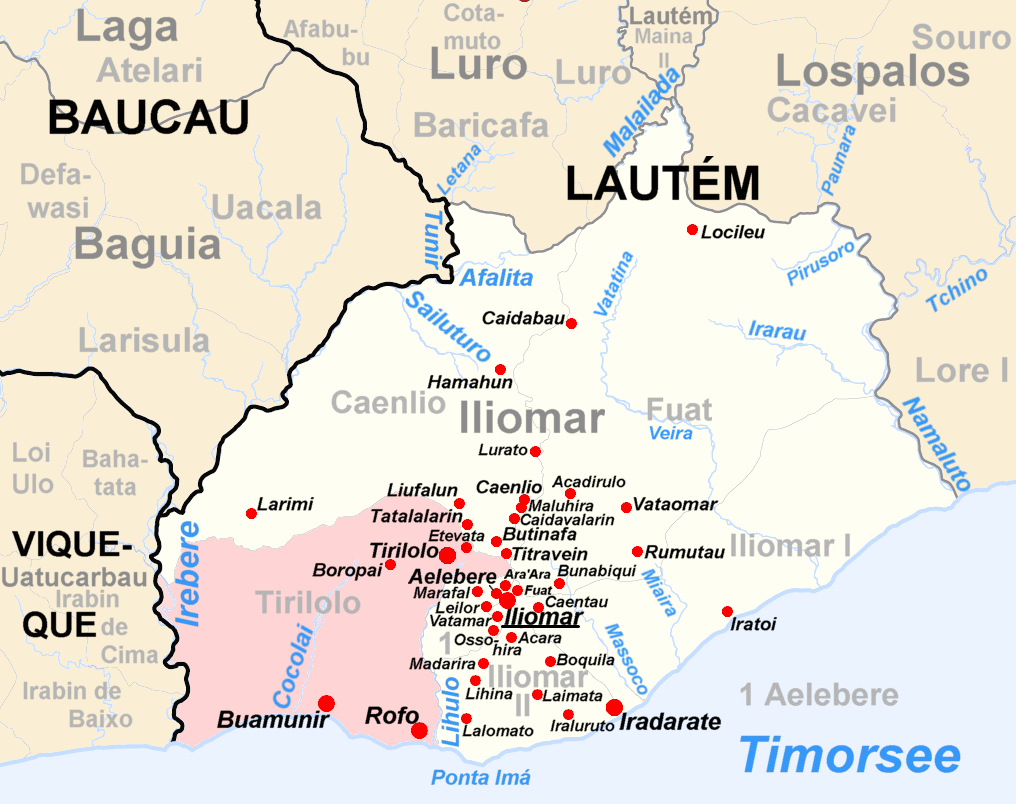
Das Verwaltungsamt Iliomar bis 2015
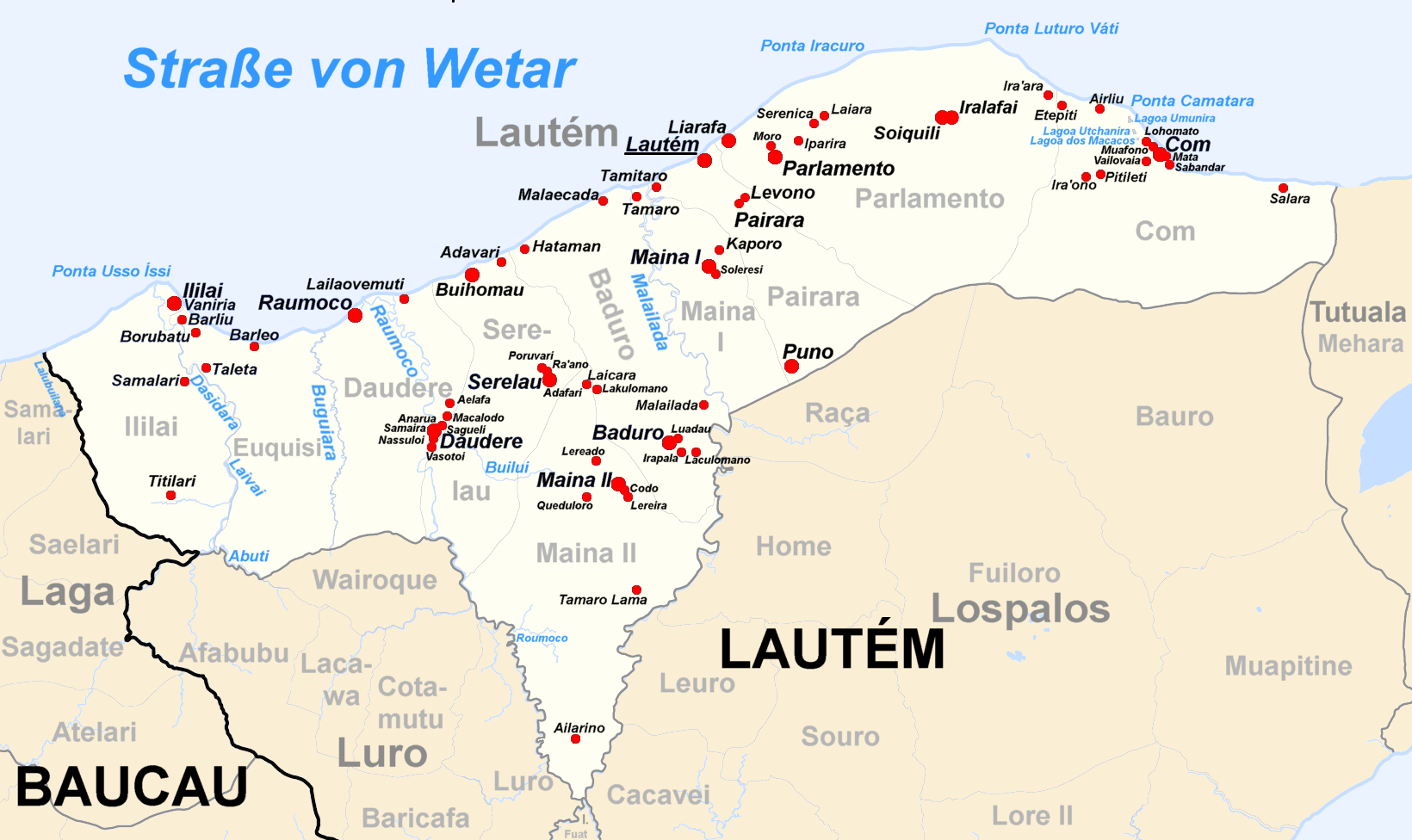
Das Verwaltungsamt Lautém bis 2015
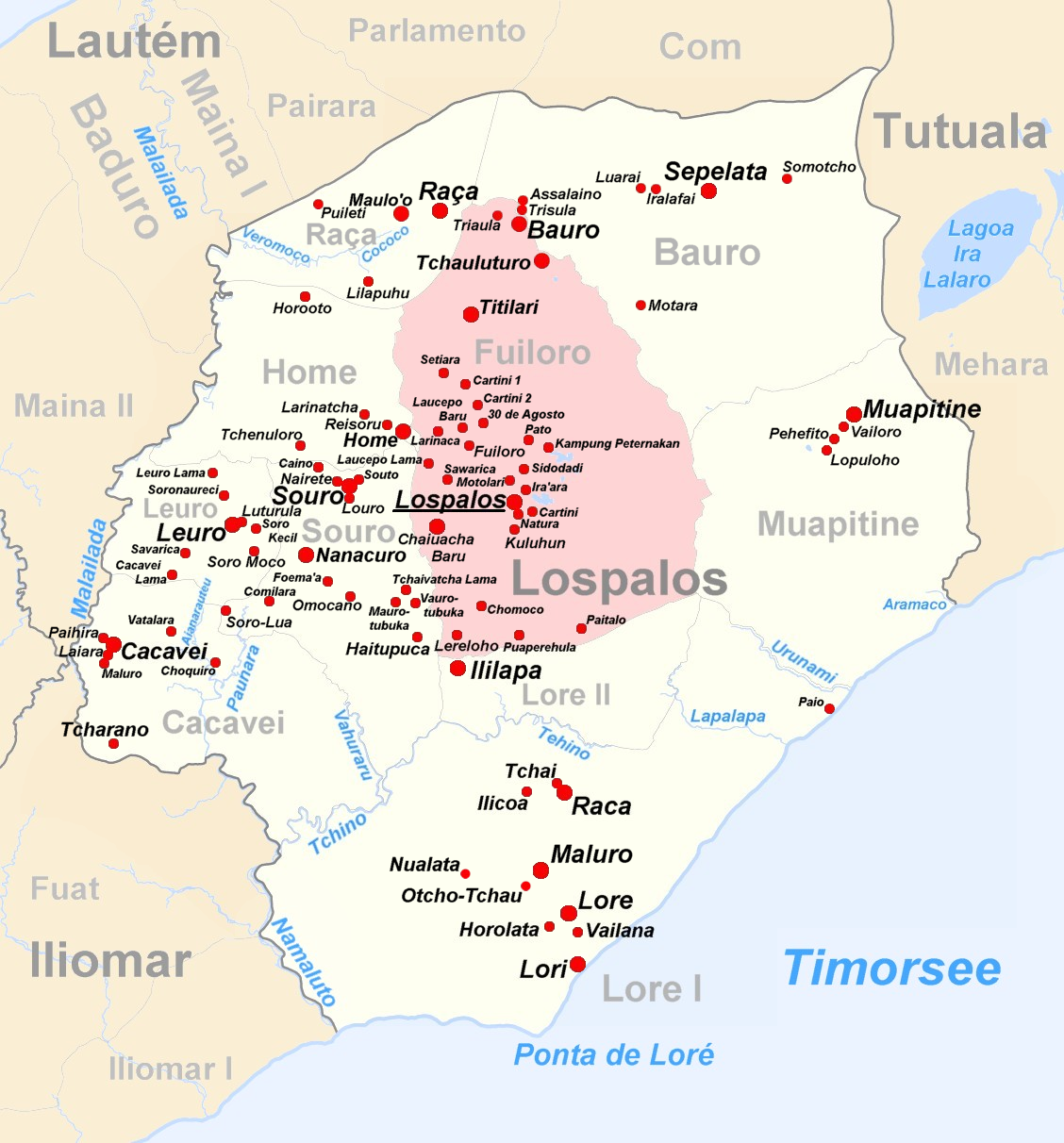
Das Verwaltungsamt Lospalos bis 2015
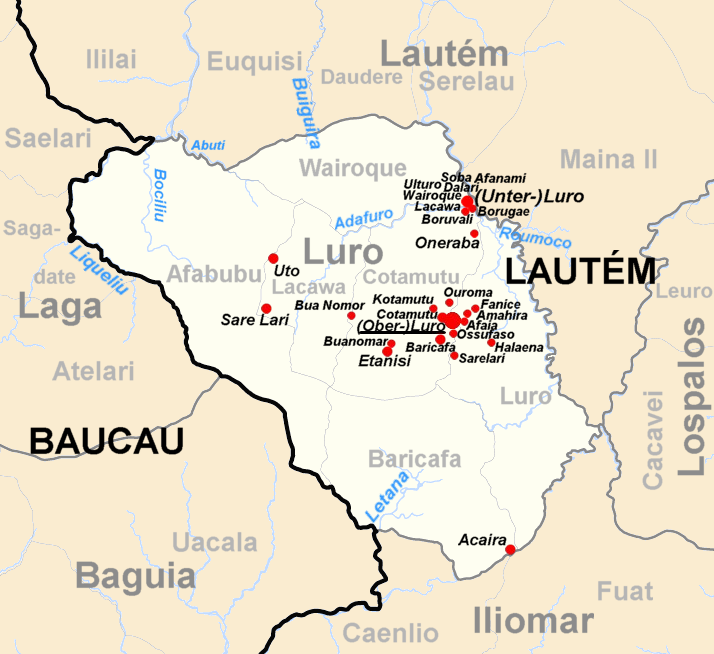
Das Verwaltungsamt Luro bis 2015
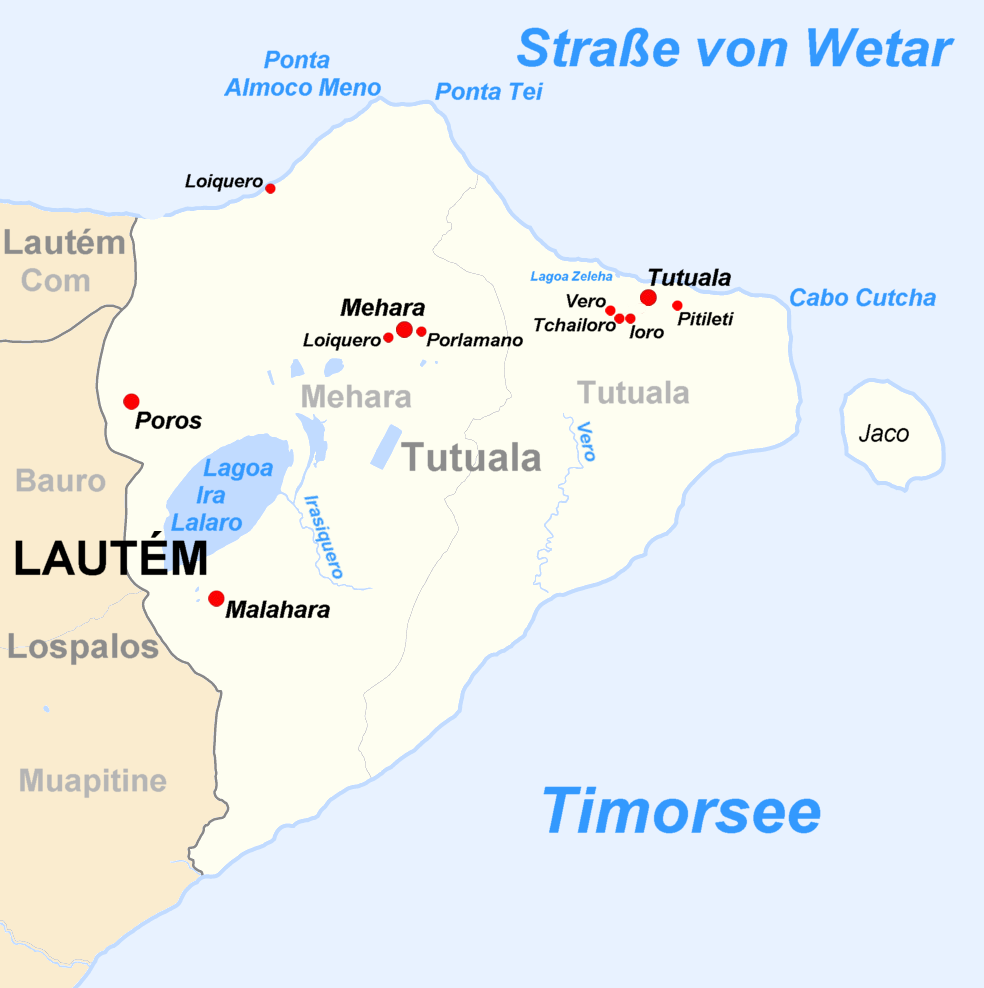
Das Verwaltungsamt Tutuala bis 2015
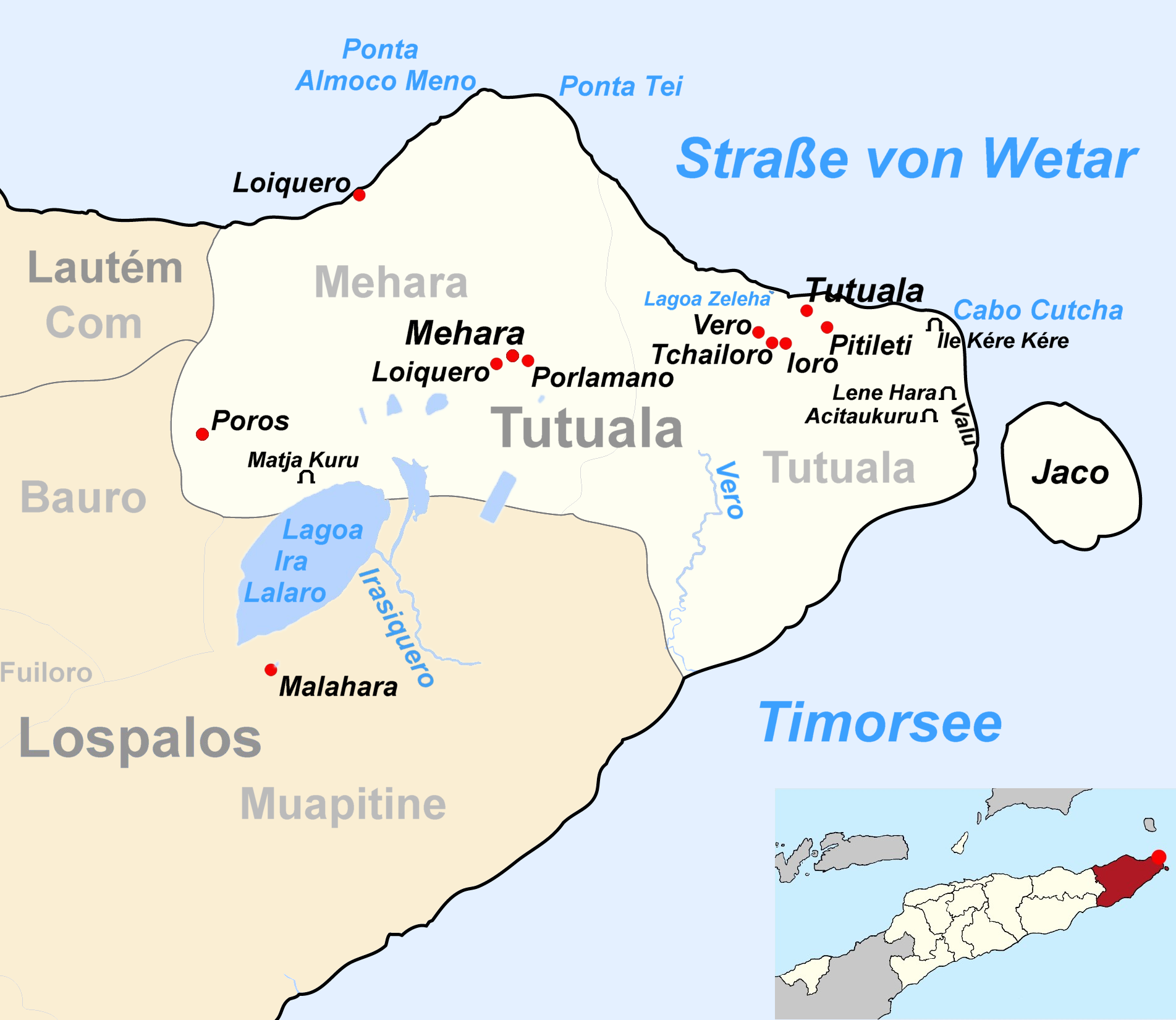
Tutuala 2015 bis 2017

## Liste

### Verwaltungsamt Iliomar
| \| Iliomar \| |
| Iliomar       |

| Iliomar |

### Verwaltungsamt Lautém
| \| Lautém \| |
| Lautém       |

| Lautém |

### Verwaltungsamt Loré
| \| Loré \| |
| Loré       |

| Loré |

### Verwaltungsamt Lospalos
| \| Lospalos \| |
| Lospalos       |

| Lospalos |

### Verwaltungsamt Luro
| \| Luro \| |
| Luro       |

| Luro |

### Verwaltungsamt Tutuala
| \| Tutuala \| |
| Tutuala       |

| Tutuala |

## Belege
Die Schreibweise der Ortsnamen folgt, sofern vorhanden, den Angaben zu den administrativen Einteilungen in:
- Jornal da Républica mit dem Diploma Ministerial n.° 199/09 (Memento vom 3. Februar 2010 im Internet Archive) (portugiesisch; PDF; 323 kB)

Die Liste der Ortschaften wird mit folgenden Karten erstellt:
- Timor-Leste GIS-Portal (Memento vom 30. Juni 2007 im Internet Archive)
- UNMIT Karten der Distrikte 2008

Bei unterschiedlicher Schreibweise der Ortsnamen, wird den Angaben des GIS-Portals gefolgt. Die anderen Schreibweisen für einzelne Orte finden sich in den Artikel zu den einzelnen Sucos des Landes.
Die Meereshöhen und Koordinaten wurden entnommen von:
- Global Gazetteer Version 2.2: Directory of Cities, Towns, and Regions in East Timor

Bei Global Gazetteer aufgeführte Orte, die nicht durch eine Karte bestätigt sind, werden nicht mit in die Liste aufgenommen.
Koordinaten, die nicht bei Global Gazetteer aufgeführt sind, werden mit Hilfe von Google Maps ermittelt.
1. 1 2 3 4 5 6 7 8 9 10 11 12 13 14 15 16 17  Google Maps

- Karte mit allen Koordinaten:
- OSM |
- WikiMap